# Louise Lateau

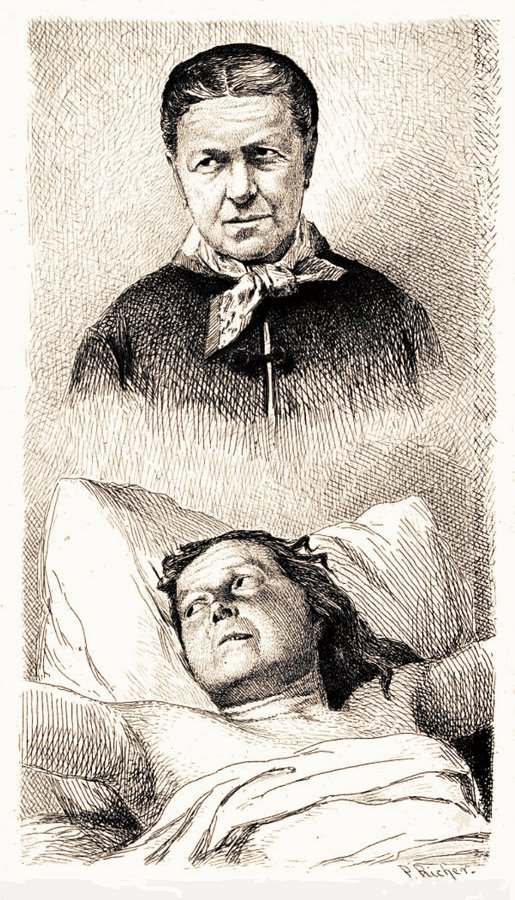
Doppelporträt Louise Lateaus in „normalem“ und „ekstatischem“ Zustand von Paul Richer (1849–1933)

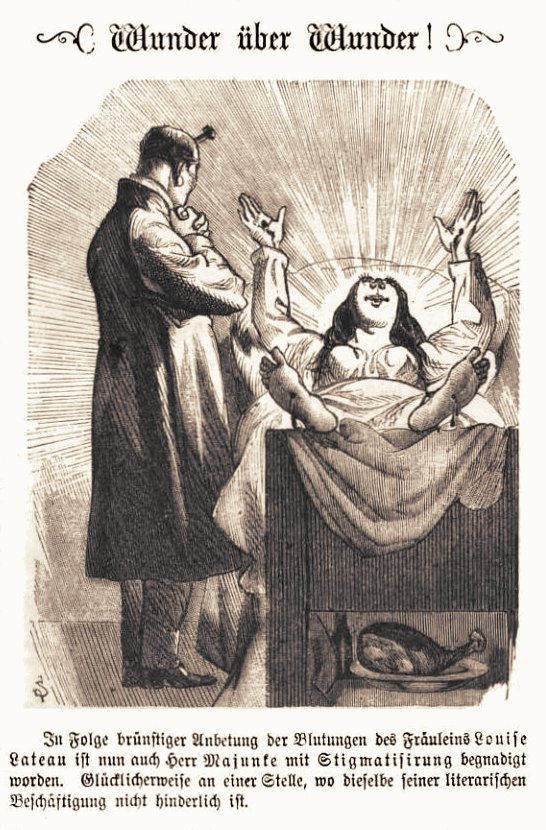
Karikatur zu der aus Händen und Füßen blutenden Louise Lateau (mit Nahrungsmitteln unterm Bett) und Paul Majunke (mit einem Kreuznagel in der Stirn) im Kladderadatsch (1874)

Der Fall der Louise Lateau (* 1850 in Bois-d’Haine, Gemeinde Manage bei La Louvière, Belgien; † 25. August 1883 ebenda) ist einer der am besten dokumentierten Stigmatisationsfälle. Sie wurde in den 1860er Jahren wegen ihrer Visionen und Stigmata so bekannt, dass sie im Verlauf von drei Jahren von mehr als hundert Ärzten und zweihundert Theologen untersucht wurde.

## Leben
Louise Lateau war die Tochter einer belgischen Arbeiterfamilie aus Bois-d’Haine. Ihr Vater starb, als Louise noch ein Kleinkind war. Ihre Mutter gab sie bereits mit elf Jahren als Hausmädchen fort. Kurz darauf wurde sie von ihrer Mutter wieder zurückgeholt und musste als Damenschneiderin arbeiten. Während einer Choleraepidemie in Bois D’Haine im Jahre 1866 pflegte die sechzehnjährige Louise Lateau sechs der Epidemieopfer. In dem darauffolgenden Jahr erkrankte sie selbst schwer. Die Erkrankungen währten bis 1868. Am 15. April 1868 war sie so schwer krank, dass sie die Sterbesakramente erhielt. Sechs Tage darauf wies sie die ersten Stigmata auf. Dem seien Ekstasen, Visionen und schließlich 1871 das Einstellen der Nahrungsaufnahme gefolgt. Kirchliche und weltliche Mediziner untersuchten Lateau in ihrem Haus, wobei die einen geltend machten, „dass es sich um einen experimentell überprüften, wunderbaren Eingriff Gottes in die Naturordnung“ handle, andere verwiesen auf die Geltung der Naturgesetze, die absolut zu setzen seien. Rudolf Virchow, der 1874 die angebliche, mittlerweile dreijährige Nahrungsenthaltsamkeit Lateaus für „absolut unerhört“ hielt und Betrug vermutete, erklärte, dass er keine Bedenken hätte, diese in seinen „Gewahrsam zu nehmen und das Experiment zu veranstalten“, „allerdings“, so Virchow unter Verweis auf seine langjährigen Erfahrungen mit oft kaum erkennbaren „Simulationen“, „Schlichen und Winkelzügen“, die er als Arzt einer Abteilung für kranke Gefangene gesammelt habe, „werde ich es immer ablehnen, mich in das Haus zu Bois d’Haine hinzusetzen und unter Bedingungen, welche andere Personen aufstellen, Beobachtungen über diese Simulation zu machen.“ Mit Nachdruck wiederholte er: „Ich bin sehr gern bereit, unter den von mir gestellten Bedingungen eine Observation zu veranstalten, halte mich aber nicht verpflichtet, mich in Verhältnisse zu begeben, deren Besonderheiten ich nicht zu übersehen vermag.“ Auch Theodor Schwann, der am 26. März 1869 bei einer Sitzung mit Lateau in Bois-d’Haine nach eigener Angabe „mehr als Zuschauer, denn als Experimentator“ beigewohnt hatte, betonte später, dass dabei „die unerläßlichen Bedingungen zu einer wissenschaftlichen Prüfung […] ganz und gar nicht erfüllt waren“.
Louise Lateau starb am 25. August 1883. Das Begehren, ein Seligsprechungsverfahren voranzutreiben, wurde im März 2009 vom Heiligen Stuhl abschlägig beschieden.
Der Historiker David Blackbourne wies in seiner Untersuchung darauf hin, dass sich im Leben von Louise Lateau eine Reihe von Merkmalen fänden, die es auch bei Anna Katharina Emmerick, Bernadette Soubirous und Cathérine Labouré gebe. Lateau habe wie diese rohe Behandlung, frühe Trennung von der Familie beziehungsweise Verlust eines Familienmitglieds und ein Leben in Abhängigkeit durchlitten.